# Wąworków
Wąworków – wieś w Polsce położona w województwie świętokrzyskim, w powiecie opatowskim, w gminie Opatów.
| SIMC    | Nazwa            | Rodzaj     |
| ------- | ---------------- | ---------- |
| 0802018 | Pobroszyn        | przysiółek |
| 0802001 | Wąworków-Kolonia | część wsi  |

W latach 1975–1998 miejscowość położona była w województwie tarnobrzeskim.
Przez wieś przechodzi  zielony oraz  żółty szlak rowerowy do Opatowa.

## Zabytki
- Park dworski, wpisany do rejestru zabytków nieruchomych (nr rej.: A.538 z 17.12.1957)[6].
- Figury i krzyże przydrożne; najstarsza z figur z 1776 r.